# Fårdrupyxa
Fårdrupyxan är en typ av massiv skafthålsyxa i brons  koppar? som förekom i nuvarande Sverige, Danmark, Norge och Tyskland under den tidigaste delen av äldre bronsålder period I. Fårdrupyxan har fått sitt namn efter en fyndplatsen vid Fårdrup i Danmark.

## Fynd
Under äldre bronsålder utvecklades yxorna mot effektivare former och mindre metallåtgång vid tillverkningen. De rätt praktfulla ceremoniyxorna har oftast påträffats som offerfynd medan de enklare avsatsyxorna har hittats framför allt i mansgravar. De massiva skafthålsyxorna var tunga och mycket metallkrävande och till äldsta bronsåldern. Yxorna liknar de massiva skafthålsyxor itillverkades av sten som förekommer under senneolitikum. Yxtypen har troligen sina rötter i dessa äldre föremål. (se bild).
Totalt har cirka 120 yxor Fårdrupyxor påträffats. De flesta har hittats i Danmark och de södra delarna av Sverige. Huvuddelen av yxorna är funna som enkelfynd i fuktiga miljöer och har tolkats som offerfynd. Yxan har använts både praktiskt och rituellt. Hälften av bronserna ifrån äldre bronsåldern utgörs av yxor. Yxan på bilden saknar ornamentik som annars är vanlig i form av geometrisk ornamentik, de äldsta formen av ornamentik i bronsåldern.

## Tillverkning, arbetsyxor eller viktenhet
Tillverkningen  av Fårdrupyxor var koncentrerad  till  Själland och Schleswig-Holstein. enligt Mats P Malmer  Han har också framfört teorin om att den ska ha använts såsom en viktenhet. 

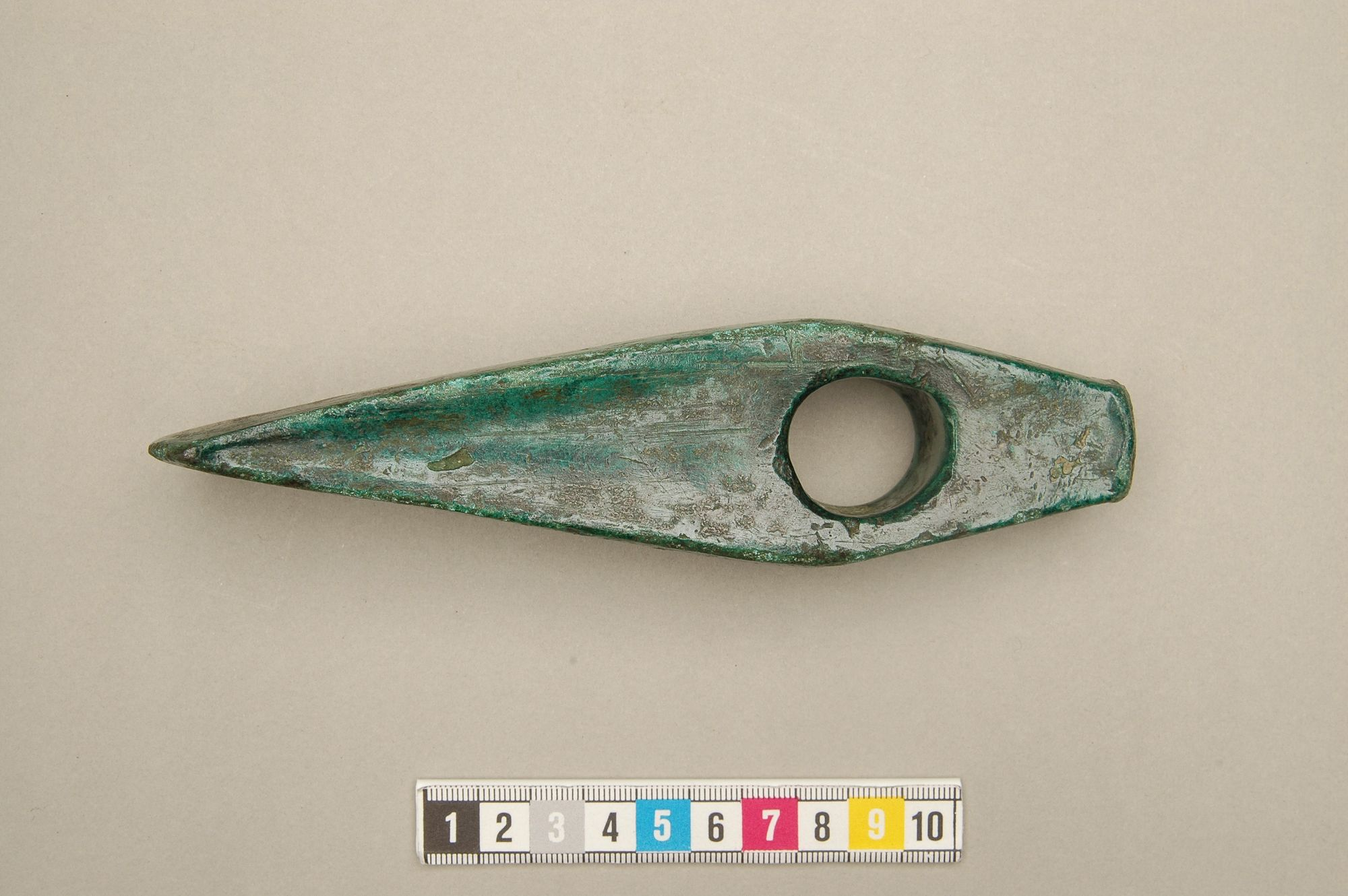
Skafthålsyxa av brons utan ornering.

Malmers första artikel  om Fårdrupyxor 1989 där Malmer utgår från 118 kända exemplar yxtypen. Föremålsformen unika karaktär framgår enligt Malmer genom att yxorna bara påträffats i depåfynd. Hans argumentation är lite svag. Han utgår från  6  klara depåfynd, men alla de andra funna Fårdrupyxorna betraktas som depåfynd då de har så kallad mosspatinering och fyndupplysningar som Malmer inte redogör för. Yxorna har inte använts praktiskt på grund av sin stora vikt. Malmer menar att den praktiskt användbara yxan inte får väga över 1 kg. Eftersom huvuddelen av Fårdrupyxorna väger 1-1,7 kg enligt Malmers egna diagram var de inte arbetsyxor. Fårdrupfyndet som Malmer delvis bygger sin argumentation runt bestod av ett klubbhuvud och två yxor en ”stor” och en ”liten”. Klubbhuvudet vägde 3242 gram, den stora yxan 3170 gram och den lilla yxan 1547 gram. 
Malmers åsikt att yxorna inte använts praktiskt motbevisas av att Gränsfors bruk, en modern yxproducent 1995 hade ett yxsortiment med vikter från 0,7-3,1 kg, deras skogs- och vedyxor väger i intervallet 0,7-1,2 kg, Äldre skogsyxor  vägde ofta 1,2-1,7 kg och så kallade skrädyxor eller bilyxor vägde mellan 1,5- 2,5 kg. Vikten hos Fårdupsyxor har varit rätt normal för en yxa som skulle användas. Enligt Anders Gustafsson har Fårdrupyxorna på olika sätt använts just som arbetsyxor. Många av de yxor Malmer själv återgett bilder på har en oregelbunden eggform, (figurerena 3, 6, 10, 11, 12 i Malmer 1989:22-27). Detta pekar på slitage vid användning. Det finns således starka argument mot Malmers viktenhetsteori.
Nyare forskning som bygger analyser av bronsföremål har möjliggjort att studera handelsnäten för metaller och identifiera vilka områden som försörjde Skandinavien med metaller. Den tidiga bronsåldern byggde på kopparimport från de brittiska öarna och Slovakien för 4000 år sedan. 1500 f Kr kollapsade detta nätverk och kopparen hämtades  sedan från italienska Alperna. Ämnet behandlas i artikeln Shifting networks and mixing metals: Changing metal trade routes to Scandinavia correlate with Neolithic and Bronze Age transformations Där diskuterades kemiska och isotopdata från 60 Fårdrupyxor Resultat blev att dessa nordiska Fårdrupyxor tillverkades av koppar från Norditalien. Kopparen benämns  AATV-koppar och härstammar från Alto Adige, gruvregionerna Trentino och Veneto i Italien. Vissa andra lite senare yxor göts av brittisk och walesisk koppar.

## Exempel
- Fårdrupyxa upphittad i Bohuslän Kville socken.[5]

- Fårdrupyxa funnen i Skåne, Göteborgs Arkeologiska Museum nr 1567, lösfynd, förvärvad 1885, gjuten massiv skafthålsyxa  i brons, Datering Bronsåldern period 1. Längd 18,5 cm, bredd 5,2 cm Tjocklek 4,5 cm, vikt 1,8 kg, skafthål 2,5 cm diameter.[6]